# ماتاغ

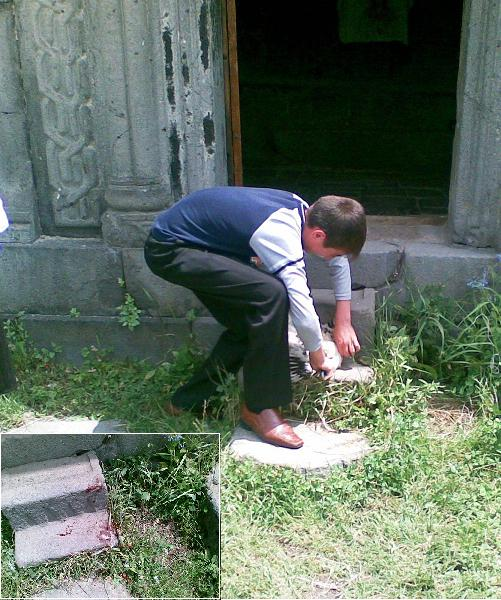
ماتاغ یک خروس در ورودی یک صومعه آلاوردی ارمنستان ۲۰۰۹

ماتاغ (ارمنی: մատաղ) یک سنت در کلیسای حواری ارمنی می‌باشد که یک گوسفند یا یک خروس برای خدا قربانی می‌کنند. ماتاغ آیینی است که از دوره پاگانیسم انجام می‌گیرد.